# فالديس (كارولاينا الشمالية)
فالديس (بالإنجليزية: Valdese town, North Carolina)‏ هي بلدة تقع بولاية كارولاينا الشمالية في الولايات المتحدة. تبلغ مساحتها 20.39 كم2، وترتفع عن سطح البحر 371 م، بلغ عدد سكانها 4,490 نسمة في عام 2010 حسب إحصاء مكتب تعداد الولايات المتحدة وتصل الكثافة السكانية فيها 220.2 نسمة لكل كيلومتر مربع (570.3/ميل2).

## التركيبة السكانية
حدّد مكتب تعداد الولايات المتحدة بيانات التركيبة السكانية لفالديس في تعداد الولايات المتحدة. في ما يلي، التركيبة السكانية حسب تعدادي 2000 و2010.

### تعداد عام 2000
بلغ عدد سكان فالديس 4,485 نسمة بحسب تعداد عام 2000، وبلغ عدد الأسر 1,886 أسرة وعدد العائلات 1,181 عائلة مقيمة في البلدة. في حين سجلت الكثافة السكانية 220 نسمة لكل كيلومتر مربع (569.8/ميل2). وبلغ عدد الوحدات السكنية 1,992 وحدة بمتوسط كثافة قدره 97.7 لكل كيلومتر مربع (253.0/ميل2).
وتوزع التركيب العرقي للبلدة بنسبة 91.53% من البيض و1.05% من الأمريكيين الأفارقة و0.22% من الأمريكيين الأصليين و3.99% من الأمريكيين ذوي الأصول الآسيوية و0.07% من سكان جزر المحيط الهادئ و2.25% من الأعراق الأخرى و0.89% من عرقين مختلطين أو أكثر و4.91% من الهسبانيون أو اللاتينيون من أي عرق.
بلغ عدد الأسر 1,886 أسرة كانت نسبة 31.3% منها لديها أطفال تحت سن الثامنة عشر تعيش معهم، وبلغت نسبة الأزواج القاطنين مع بعضهم البعض 46.5% من أصل المجموع الكلي للأسر، ونسبة 12% من الأسر كان لديها معيلات من الإناث دون وجود شريك، بينما كانت نسبة 4.1% من الأسر لديها معيلون من الذكور دون وجود شريكة وكانت نسبة 37.4% من غير العائلات. تألفت نسبة 33.8% من أصل جميع الأسر من عدة أفراد يعيشون في نفس المنزل ونسبة 16.5% كانت تتألف من شخص يعيش بمفرده يبلغ من العمر 65 عاماً أو أكثر. وبلغ متوسط حجم الأسرة المعيشية 2.29، أما متوسط حجم العائلات فبلغ 2.90.
بلغ العمر الوسطي للسكان 39.6 عاماً. وكانت نسبة 23.5% من القاطنين تحت سن الثامنة عشر، وكانت نسبة 7% بين الثامنة عشر والرابعة والعشرين عاماً، ونسبة 26.6% كانت واقعةً في الفئة العمرية ما بين الخامسة والعشرين والرابعة والأربعين عاماً، ونسبة 21.6% كانت ما بين الخامسة والأربعين والرابعة والستين، ونسبة 17.7% كانت ضمن فئة الخامسة والستين عاماً فما فوق. يوجد لكل 100 أنثى 86.0 ذكر، ويوجد لكل 100 أنثى في الثامنة عشر من عمرها فما فوق 81.2 ذكر.
بلغ متوسط دخل الأسرة في البلدة 30,617 دولارًا، أما متوسط دخل العائلة فبلغ 41,411 دولارًا. وكان متوسط دخل الذكور 27,482 دولارًا مقابل 22,429 دولارًا للإناث. وسجل دخل الفرد الخاص بالبلدة 18,965 دولارًا. وكانت نسبة 8.3% من العائلات ونسبة 11.9% من السكان تحت خط الفقر، وكان من هؤلاء نسبة 16.2% تحت سن الثامنة عشر ونسبة 11.5% في الخامسة والستين من العمر وما فوق.

### تعداد عام 2010
بلغ عدد سكان فالديس 4,490 نسمة بحسب تعداد عام 2010، وبلغ عدد الأسر 1,927 أسرة وعدد العائلات 1,227 عائلة مقيمة في البلدة. في حين سجلت الكثافة السكانية 220.2 نسمة لكل كيلومتر مربع (570.3/ميل2). وبلغ عدد الوحدات السكنية 2,159 وحدة بمتوسط كثافة قدره 105.9 لكل كيلومتر مربع (274.3/ميل2).
وتوزع التركيب العرقي للبلدة بنسبة 92.74% من البيض و1.31% من الأمريكيين الأفارقة و0.11% من الأمريكيين الأصليين و3.07% من الأمريكيين ذوي الأصول الآسيوية و0.16% من سكان جزر المحيط الهادئ و1.14% من الأعراق الأخرى و1.47% من عرقين مختلطين أو أكثر و2.63% من الهسبانيون أو اللاتينيون من أي عرق.
بلغ عدد الأسر 1,927 أسرة كانت نسبة 29.9% منها لديها أطفال تحت سن الثامنة عشر تعيش معهم، وبلغت نسبة الأزواج القاطنين مع بعضهم البعض 45.9% من أصل المجموع الكلي للأسر، ونسبة 13.2% من الأسر كان لديها معيلات من الإناث دون وجود شريك، بينما كانت نسبة 4.6% من الأسر لديها معيلون من الذكور دون وجود شريكة وكانت نسبة 36.3% من غير العائلات. تألفت نسبة 32.5% من أصل جميع الأسر من عدة أفراد يعيشون في نفس المنزل ونسبة 16.3% كانت تتألف من شخص يعيش بمفرده يبلغ من العمر 65 عاماً أو أكثر. وبلغ متوسط حجم الأسرة المعيشية 2.28، أما متوسط حجم العائلات فبلغ 2.86.
بلغ العمر الوسطي للسكان 43.5 عاماً. وكانت نسبة 22% من القاطنين تحت سن الثامنة عشر، وكانت نسبة 7.8% بين الثامنة عشر والرابعة والعشرين عاماً، ونسبة 22.7% كانت واقعةً في الفئة العمرية ما بين الخامسة والعشرين والرابعة والأربعين عاماً، ونسبة 27.6% كانت ما بين الخامسة والأربعين والرابعة والستين، ونسبة 20% كانت ضمن فئة الخامسة والستين عاماً فما فوق. وتوزع التركيب الجنسي للسكان بنسبة 44.7% ذكور و55.3% إناث.

## وصلات خارجية
- الموقع الرسمي